# Johann Jakob Heller
Johann Jakob Heller (* 6. April 1807 in Tann (Gemeinde Schenkon); † 24. April 1876 in Luzern) war ein Schweizer Politiker und Arzt. Von 1848 bis 1850 gehörte er dem Nationalrat an.

## Biografie
Der Sohn eines Landwirts studierte an den Universitäten München, Würzburg und Freiburg zunächst Theologie, später Medizin. Ab 1833 war Heller als Arzt in Büron tätig, bis er 1849 seine Praxis nach Luzern verlegte. Er war Bezirks- und Amtswundarzt und von 1843 bis 1851 Präsident der Ärztegesellschaft des Kantons Luzern. Als Vertreter der Liberalen sass Heller 1841 im Verfassungsrat, der eine neue Kantonsverfassung ausarbeitete. Im Dezember 1844 und März 1845 nahm er an den Freischarenzügen teil.
Nach der Niederlage Luzerns im Sonderbundskrieg und der Entmachtung der Konservativen wurde Heller 1848 in den Grossen Rat gewählt. Im Oktober desselben Jahres kandidierte er mit Erfolg bei den ersten Nationalratswahlen, trat jedoch nach zwei Jahren zurück. Nachdem Heller 1854 in der Luzerner Wochen-Zeitung des konservativen Oppositionsführers Philipp Anton von Segesser in einem Artikel die freisinnige Kantonsregierung verunglimpft hatte, wurde er wegen übler Nachrede angeklagt. Bei den Grossratswahlen im selben Jahr verlor er seinen Sitz und zog sich daraufhin aus der Politik zurück.